# Carna
Carna (mađ. Csorna) je selo u jugoistočnoj Mađarskoj.

## Zemljopisni položaj
Kmara je zapadno, jezero Szelid je sjeverozapadno, Szentkirály je sjeverno, Akaszto je sjeveroistočno, Kireš, Tobdin i Erdotelek su sjeveroistočno, Kecelj je istočno, Tetiš i Ajoš su južno, jugozapadno su Čerta, Mieđa, Miška i Draga.

## Upravna organizacija
Upravno pripada kalačkoj mikroregiji u Bačko-kiškunskoj županiji. Poštanski broj je 6311. Ulazi u sastav naselja Čierte, a nekada je pripadao Kirešu.

## Promet
Južno od sela prolazi cesta koja vodi od Kalače kroz Čiertu pored Kecielja u Kireš.

## Stanovništvo
2001. je godine ovo naselje imalo 113 stanovnika.